# Cobitis punctilineata
Cobitis punctilineata är en fiskart som beskrevs av Economidis och Nalbant, 1996. Cobitis punctilineata ingår i släktet Cobitis och familjen nissögefiskar. IUCN kategoriserar arten globalt som sårbar. Inga underarter finns listade i Catalogue of Life.